# Jules Van Hevel
Jules Van Hevel, nacido el 10 de marzo de 1895 en Koekelare y fallecido el 21 de julio de 1969 en Ostende, fue un ciclista belga. Profesional de 1919 a 1932, ganó el Tour de Flandes en 1920, la París-Roubaix en 1924, y dos veces el Campeonato de Bélgica en Ruta en 1920 y 1921.

## Palmarés
1919
- Campeonato de Flandes

1920
- Campeonato de Bélgica en Ruta
- Campeonato de Flandes
- 1 etapa de la Vuelta a Bélgica
- Tour de Flandes

1921
- Campeonato de Bélgica en Ruta
- 1 etapa de la Vuelta a Bélgica
- De Drie Zustersteden

1923
- Critérium de As

1924
- París-Roubaix
- Critérium de As

1928
- Vuelta a Bélgica, más 1 etapa

## Resultados en Grandes Vueltas y Campeonatos del Mundo
Durante su carrera deportiva consiguió los siguientes puestos en las Grandes Vueltas y en los Campeonatos del Mundo en carretera:
| Carrera         | 1919 | 1920 | 1921 | 1922 | 1923 | 1924 | 1925 | 1926 | 1927 | 1928 | 1929 | 1930 | 1931 | 1932 |
| --------------- | ---- | ---- | ---- | ---- | ---- | ---- | ---- | ---- | ---- | ---- | ---- | ---- | ---- | ---- |
| Giro de Italia  | Ab.  | Ab.  | -    | -    | -    | -    | -    | -    | -    | -    | -    | -    | -    | -    |
| Tour de Francia | -    | -    | -    | -    | -    | -    | -    | -    | -    | -    | -    | -    | -    | -    |
| Vuelta a España | -    | -    | -    | -    | -    | -    | -    | -    | -    | -    | -    | -    | -    | -    |
| Mundial en ruta | -    | -    | -    | -    | -    | -    | -    | -    | Ab.  | Ab.  | -    | -    | 8º   | -    |

-: No participa

Ab.: Abandono